# Spanien i olympiska sommarspelen 1972
Spanien deltog med 123 deltagare vid de olympiska sommarspelen 1972 i München. Totalt vann de en bronsmedalj.

## Medalj

### Brons
- Enrique Rodríguez - Boxning, lätt flugvikt.